# Cormost
Cormost és un municipi francès situat al departament de l'Aube i a la regió del Gran Est. L'any 2007 tenia 286 habitants.

## Demografia

### Població
El 2007 la població de fet de Cormost era de 286 persones. Hi havia 116 famílies de les quals 20 eren unipersonals (8 homes vivint sols i 12 dones vivint soles), 56 parelles sense fills, 36 parelles amb fills i 4 famílies monoparentals amb fills.
La població ha evolucionat segons el següent gràfic:
Habitants censats

### Habitatges
El 2007 hi havia 128 habitatges, 118 eren l'habitatge principal de la família, 6 eren segones residències i 4 estaven desocupats. 127 eren cases i 1 era un apartament. Dels 118 habitatges principals, 109 estaven ocupats pels seus propietaris, 3 estaven llogats i ocupats pels llogaters i 6 estaven cedits a títol gratuït; 2 tenien dues cambres, 14 en tenien tres, 40 en tenien quatre i 62 en tenien cinc o més. 97 habitatges disposaven pel capbaix d'una plaça de pàrquing. A 42 habitatges hi havia un automòbil i a 66 n'hi havia dos o més.

### Piràmide de població
La piràmide de població per edats i sexe el 2009 era:
| Homes | Edats   | Dones |
| ----- | ------- | ----- |
| 0     | 95 o +  | 4     |
| 0     | 90 a 94 | 4     |
| 0     | 85 a 89 | 0     |
| 0     | 80 a 84 | 0     |
| 8     | 75 a 79 | 4     |
| 0     | 70 a 74 | 4     |
| 4     | 65 a 69 | 4     |
| 8     | 60 a 64 | 0     |
| 8     | 55 a 59 | 8     |
| 16    | 50 a 54 | 20    |
| 20    | 45 a 49 | 8     |
| 16    | 40 a 44 | 16    |
| 4     | 35 a 39 | 8     |
| 16    | 30 a 34 | 12    |
| 4     | 25 a 29 | 0     |
| 8     | 20 a 24 | 12    |
| 24    | 15 a 19 | 0     |
| 0     | 10 a 14 | 4     |
| 28    | 5 a 9   | 0     |
| 16    | 0 a 4   | 8     |

## Economia
El 2007 la població en edat de treballar era de 188 persones, 147 eren actives i 41 eren inactives. De les 147 persones actives 141 estaven ocupades (80 homes i 61 dones) i 6 estaven aturades (1 home i 5 dones). De les 41 persones inactives 21 estaven jubilades, 7 estaven estudiant i 13 estaven classificades com a «altres inactius».

### Ingressos
El 2009 a Cormost hi havia 122 unitats fiscals que integraven 310 persones, la mediana anual d'ingressos fiscals per persona era de 19.631 €.

### Activitats econòmiques
Dels 8 establiments que hi havia el 2007, 5 eren d'empreses de construcció, 1 d'una empresa de comerç i reparació d'automòbils, 1 d'una empresa de serveis i 1 d'una empresa classificada com a «altres activitats de serveis».
Dels 4 establiments de servei als particulars que hi havia el 2009, 1 era un paleta, 1 guixaire pintor, 1 fusteria i 1 electricista.
L'any 2000 a Cormost hi havia 4 explotacions agrícoles.

## Poblacions més properes
El següent diagrama mostra les poblacions més properes.